# Touch (Unix)
A touch egy standard Unix parancs, mely egy fájl időbélyegének megváltoztatására szolgál.

## Történet
A touch parancs az AT&T UNIX 7. verziójában jelent meg, szerzői: Paul Rubin, Arnold Robbins, Jim Kingdon, David MacKenzie és Sunil Sharma.

## Leírása
A touch megváltoztatja minden megadott fájl utolsó elérésének és/vagy utolsó módosításának idejét. Ezek az időbélyegek az aktuális időre változnak, hacsak nem adtuk meg az -r opciót, ez esetben ugyanis a megadott ref_fájl időbélyegét kapja meg a fájl, illetve ha a -t opciót adtuk meg, akkor az időbélyeg a időben megadott időre változik. Mindkét idő változik, ha az -a és a -m opciókat egyaránt megadtuk, vagy egyiket sem adtuk meg. Csak az utolsó elérés illetve az utolsó módosítás ideje változik, ha az -a illetve a -m opciókat egymagukban adjuk meg. Ha a fájl nem létezik, a touch létrehozza (üres fájlként, 0666 jogusultságokkal, amelyeket az umask módosíthat), kivéve ha a -c opciót is megadtuk. 

## Használata
A parancs általános alakja:
touch   [-acm][-r   ref_fájl  |-t   idő  ]   fájl...
Elavulófélben levő verzió:
touch  [-acm][  ronda_idő  ]   fájl...
GNU verzió:
touch  [-acfm] [-r   fájl  ] [-t   decim_idő ]  [-d   idő  ] [--time={atime,access,use,mtime,modify}]   [--date=  idő  ] [--reference=  fájl ]  [--no-create] [--help] [--version] [--]   fájl...

## POSIX opciók
- -a

A fájl utolsó elérésének idejét változtatja. 
- -c

Nem hozza létre a fájl t. 
- -m

A fájl utolsó módosításának idejét változtatja. 
- -r   ref_fájl

A ref_fájl időbélyegeit használja az időbélyegek új értékeinek beállításához. 
- -t   idő

A megadott időt használja az időbélyegek új értékeinek beállításához. Az argumentum egy decimális szám, a következő formában:
[[CC]YY]MMDDhhmm[.SS]
ahol CC a századot, YY az évet, MM a hónapot, DD a napot, hh az órát, mm a percet és SS a másodpercet jelenti. Ha nem adjuk meg a századot, akkor a CCYY évet veszi a program figyelembe, ahol 1969 < CCYY < 2068. Ha nem adjuk meg a YY évet, akkor az aktuális év lesz az idő év része. Ha nem adjuk meg az SS-t, akkor az értéke 0 lesz. Az SS értékét a 0-61 tartományból választhatjuk, így lehetőség van a szökőmásodpercek megadására. A program TZ környezeti változóban megadott időzónában fogja a megadott időt venni. Hibát okoz, ha az idő 1970. január 1. előtti.

## POSIX részletek
A hívás második formájának megvan az a hátránya, hogy van némi értelmezési probléma akörül, hogy az ronda_idő idő- vagy fájlargumentum. A program akkor tekinteni időnek, ha sem az -r sem a -t opciók nincsenek megadva, legalább két argumentum van, és az első argumentum nyolc- vagy tízjegyű decimális szám. Az ronda_idő formátuma MMDDhhmm[yy], ahol az yy 69 és 99 közé eshet, és az 1969-1999 éveket jelöli. Ha nem adjuk meg a yy-t, akkor az aktuális évet veszi a program. Ez a formátum elavult.

## GNU részletek
Ha az első fájl érvényes argumentuma lehet a -t  opciónak, és nem adtunk meg időbélyeget a  -d  , az  -r  illetve a -t  opciók egyikéhez sem, és a `--' argumentumot sem adtuk meg, akkor ezt az argumentumot időnek fogja értelmezni a program, nem fájlnévnek.
Ha valaki az utolsó elérés és az utolsó módosítás idejét egyaránt az aktuális időre szeretné változtatni, a touch olyan fájlok időbélyegét is képes megváltoztatni, amelyek nincsenek az adott felhasználó birtokában, de van rá írási joga. Egyébként a felhasználónak kell birtokolnia a fájlokat.

## GNU opciók
- -a, --time=atime, --time=access, --time=use

Csak az utolsó elérés idejét változtatja meg. 
- -c, --no-create

Nem hozza létre a fájlokat, ha nem léteznek. 
- -d, --date=  idő

Az idő argumentumot használja az aktuális idő helyett. Ebben lehetnek hónapnevek, időzóna, `am= vagy `pm', stb. 
- -f

Figyelmen kívül hagyja, csak a touch (1) BSD verziójával való kompatibilitás miatt van implementálva. 
- -m, --time=mtime, --time=modify

Csak az utolsó módosítás idejét változtatja meg. 
- -r   fájl  , --reference=  fájl

Az megadott fájl időbélyegeit használja az aktuális idő helyett. 
- -t   decim_idő

Itt a decim_idő formátuma MMDDhhmm[[CC]YY][.ss] Az argumentumban megadott időt (hónap, nap, óra, perc, elhagyható század és év, elhagyható másodperc) használja az aktuális idő helyett. Jegyezzük meg, hogy ez a formátum megsérti a POSIX előírásait.

## Szabványos GNU opciók
- --help

Használati útmutatót ír a standard kimenetre, majd sikeres visszatérési értékkel kilép. 
- --version

A program verziójáról ír ki információt a standard kimenetre, majd sikeres visszatérési értékkel kilép. 
Lezárja az opciók listáját. 